# 商會

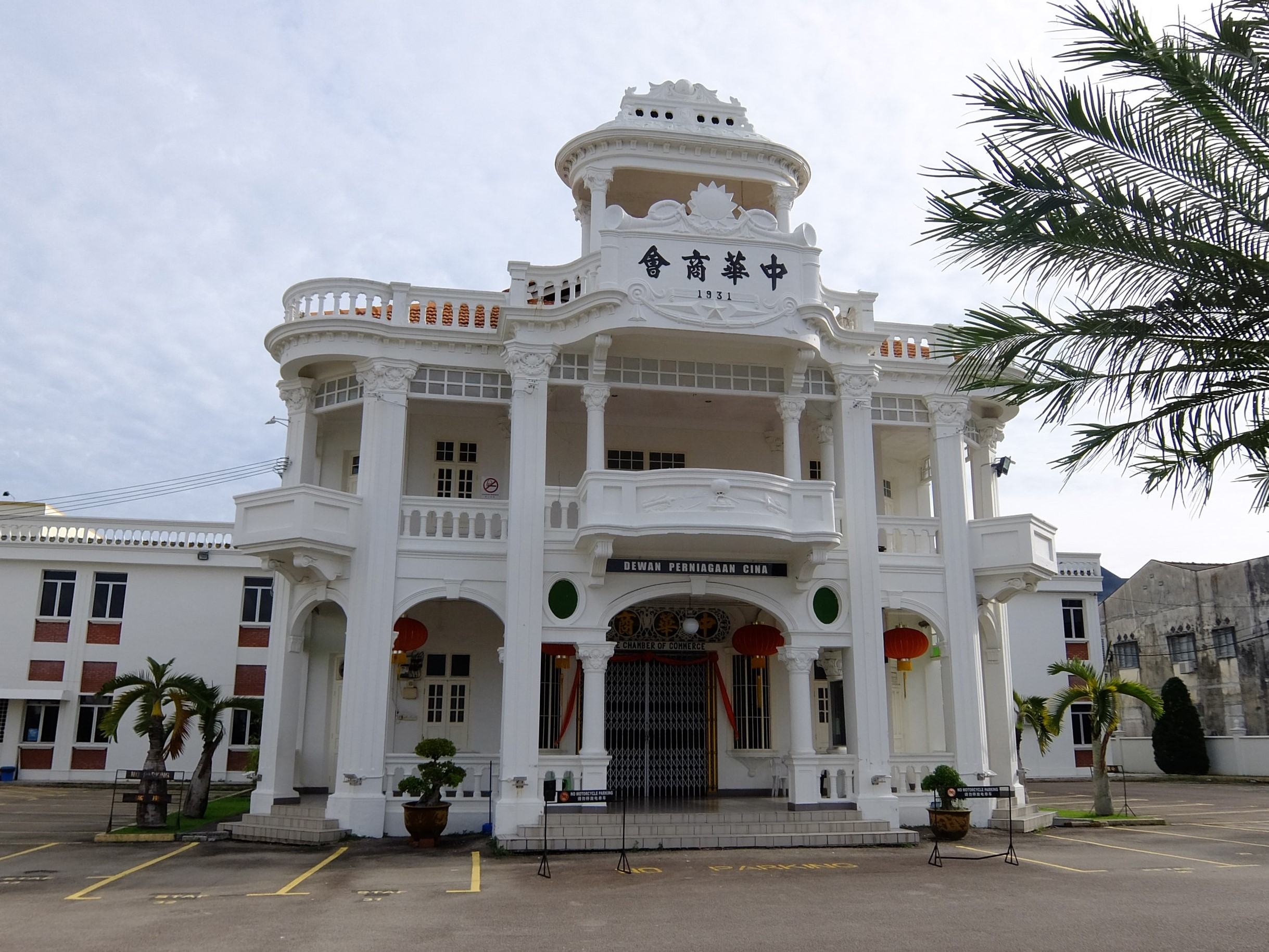
位于马来西亚峇株巴辖县的中华商会

商會，近代組織概念，突破行業、籍貫限制，聯合多個行業、多個地域的商人。要旨一般是輔助政府促進工商業發展。商會的會員多為同業公會的董事等有名望者。世界及歐洲第一個近代商會在1599年成立於法國馬賽，美洲則是1768年成立於十三殖民地紐約市。

## 中國

### 清末與民國

#### 商會參與的軍政大事
1900年代至1930年代，中國的商會有三大職責，一是以通電、組織集會或資助方式參與軍政事件，二是政府草擬中國第一部商法時的諮詢作用，三是受理商業糾紛。
一。商會參與民國的軍政事件包括：（a）1905年，中美在北京為《排華法案》之中的《限制來美華工條約》續約問題談判，上海總商會向清廷與全國35個商埠通電發起抵制美貨運動。（b）1918年底護法運動期間「廢督裁兵」之議興起，1920年12月，江蘇省商會聯合會大會上經上海總商会動議，將廢督裁兵納入決議，由此商會介入廢督裁兵運動。（c）1923年中華民國大總統選舉，曹錕涉嫌賄選引發抗議，上海總商会發布各種批評與主張。（d）九一八事變後商會資助災民。
二。民國草擬商法時都有諮詢商會。例如《商標法》自1930年頒布後訴訟繁多，外商誣告華商尤其不少，民國實業部授權各地總商會，凡有商標訴訟，法庭先交該地總商會的「商標審查委員會」審查。又，1922年上海總商會調查全國商業習慣，與上海銀行公會聯手編制《票據法》草案。又，上海總商會力勸實業部將1929年《工廠法》草案先交商會討論。另外，國民政府初期認為各業行規含壟斷性質，不承認其法律地位。1930年代經各地商會籲請，國民政府以訓令形式承認行規效力
三。民國正值社會轉型時期法治資源不足，商業糾紛案由商會代理。最多是錢債糾紛案（欠債、捲逃等），其次是行業爭執、勞資糾紛、假冒牌號、房地產繼承等案。

#### 第一部商會法
1902年2月22日，上海商業會議公所（今上海總商會）成立，由寧波商幫出面聯合在滬各省商人，被追認為中國第一個商會。1904年1月11日，剛成立的大清商部頒布第一套近代商法《欽定大清商律》，其中《奏定商會簡明章程》第一次規管商會。1915年12月14日，北洋政府頒布《修正商會法》，承認晚清商會合法性。1929年8月南京國民政府頒布《商會法》，規定一地有7家以上同業行號，必須建同業公會，有5家以上同業公會發起（或50家商業法人），可建商會。

## 日本
1878年成立東京商法会議所。

## 跨國商會
一些商會已加入國際性組織，比如歐洲工商商會已加入國際商會聯合會（ICC）等。現時，約有13,000個商會已加入Worldchambers，一個全球性全球最大型的聯合商會。世界上最大的商會是英國的Greater Manchester Chamber of Commerce，有5000多位成員。

## 引用文獻
1. ↑  林雅（2003），清末商会探微，华东政法大学学报，2003年第3期(总第28期)
2. 1 2 3 4 5 6 7 8 9  陳爭平（2010），《中國早期現代化進程中工商社團的社會整合作用》，收錄於《中國文明──文化轉型的歷程》(周佳榮、 侯勵英編），頁111-119。
3. ↑  Joseph Bucklin Bishop著，A Chronicle of One Hundred and Fifty Years: The Chamber of Commerce of the State of New York 1768-1918 (New York: Charles Scribner's Sons, 1918年)
4. ↑  虞和平、陈君静（2012），「1920年前后废督裁兵运动中的商会与孙中山」，《广东社会科学》2012年第3期，頁112-113。
5. 1 2 3  徐鼎新（2009），「上海總商會的多元網絡結構與功能定位」，收錄於《近代中國的商會網絡及社會功能》（李培德編），香港大學出版社。頁10-13。
6. ↑  乔素玲（2012），「民国时期商会推动下的商标法运行」，《中国社会经济史研究》2012年01期
7. ↑  中國網（2015）轉引《中华工商时报》，《严信厚：中国“第一商会”的首任总理 （页面存档备份，存于）》，2015-05-22。
8. ↑  文亭（2011），《商會：咱們商人有力量》，人民網轉引《文史參考》2011年第19期（總第43期），2011年10月08日。